# 鎌田篤
鎌田篤（1993年1月15日—），是舞夢專業所屬的日本演員。東京都出身。得意於科學方面的學科。

## 演出作品

### 電視劇
- USO!?日本（東京廣播公司、2001-2003年（實際參演的時段不明））。
- Mystery電視劇「Damned File」（朝日電視台（名古屋電視台製作））。
- 啊啊偵探事務所（第3集）（朝日電視台、2004年）飾演小學生。
- 真實的恐怖故事（第1輯）（富士電視台、2004年）。

與高橋香波合演。
- 與光同行（日本電視台、2004年）飾演1年1班學生高島篤。

與福田麻由子（飾演同班學生古賀麻由子）合演。
- 歸來的男護士（日本電視台、2004年）。
- 女王的教室（日本電視台、2005年）飾演6年3班學生三田村誠。

再次與福田麻由子（飾演同班學生進藤光）及高橋香波（飾演同班學生田端美知子）合演。
- 演歌女王（日本電視台、2007年）。

### 錄影播放（電視節目）
- 經常波瀾萬丈（清談節目、日本電視台）
- 奇跡體驗!UNBELIEVABLE（富士電視台）

### 電影
- 「駱駝銀座」飾演北村壽春。
- 「謊言之月的稻草人」飾演Mitsuru的少年時代。
- 「Zebraman」（2004年）。

## 站外連結
- 官方個人詳細資料
- 富士電視台「真實的恐怖故事」官方網站中的個人資料 （页面存档备份，存于）